# ベスト! モーニング娘。1
『ベスト! モーニング娘。1』（ベスト!モーニングむすめ。ワン）は、モーニング娘。が2001年1月31日にリリースした初のベストアルバム。

## 概要
- デビュー曲「モーニングコーヒー」から「恋愛レボリューション21」までのモー娘。ブレイク期から黄金期を象徴する20世紀に発売された全シングルA面と一部アルバム曲、インディーズで発売された「愛の種」も収録された初ベスト盤となっている。
- 発売1週間で100万枚以上を売り上げ、初回盤も発売当日で即完売になるなど、最終的には唯一のダブルミリオンを達成したアルバムである。プラネット調べでは、発売初週に161.3万枚を売り上げた[2]。
- 4期メンバーの石川梨華、吉澤ひとみ、辻希美、加護亜依にとっては初のアルバムがベスト盤という状況になった。また初代リーダー中澤裕子は最後の参加アルバムである。
- 2001年1月31日にセルMD（再生専用MD）『MD ベスト!モーニング娘。1』、3月28日にレコード『アナログ盤 ベスト!モーニング娘。1』（2枚組）とCD以外の規格でリリースされている。
- 初回版のおまけとして「すごろく! モーニング娘。」が付いている。
- テーマは、「新しい友達とモーニング娘。を聴くなら…」である[3]。
- 本作リリース以前に卒業したメンバーは、Special Thanksとしてクレジットされている。

## 収録曲

### CD
1. LOVEマシーン (5:03)
作詞：つんく / 作曲：つんく / 編曲：ダンス☆マン
7thシングルで、モーニング娘。164万枚の最大のヒット曲である。オリコン3週連続1位を記録。後藤真希（3期メンバー）初参加曲。
2. 抱いてHOLD ON ME! (4:24)
作詞：つんく / 作曲：つんく / 編曲：前嶋康明
3rdシングル。初のオリコン1位獲得曲。約50万枚のヒットとなり、1998年度日本レコード大賞最優秀新人賞受賞曲。紅白歌合戦初出場を果たした曲でもある。
3. 恋のダンスサイト (4:28)
作詞：つんく / 作曲：つんく / 編曲：ダンス☆マン
8thシングル。前作のLOVEマシーンに続き、123万枚のミリオンセラーを達成。カネボウSALAのCMソング。また、石黒彩卒業後初のシングルで、2000年代初のシングル。オリコン最高2位。
4. サマーナイトタウン (3:50)
作詞：つんく / 作曲：つんく / 編曲：前嶋康明
2ndシングル。保田圭、矢口真里、市井紗耶香（2期メンバー）初参加曲。40万枚を突破するロングヒットとなり本作でブレイクのきっかけを掴む。
5. ハッピーサマーウェディング (4:50)
作詞：つんく / 作曲：つんく / 編曲：ダンス☆マン / ホーンアレンジ：川松久芳
9thシングル。石川梨華、吉澤ひとみ、辻希美、加護亜依（4期メンバー）初参加曲。市井紗耶香参加ラストシングル。ミリオン寸前の99万枚を記録。オリコン最高1位。
6. I WISH (4:47)
作詞：つんく / 作曲：つんく / 編曲：河野伸
10thシングル。TBS系シドニーオリンピック中継のテーマソング。オリコン最高1位。65万枚のヒット。
7. 恋愛レボリューション21 (4:54)
作詞：つんく / 作曲：つんく / 編曲：ダンス☆マン
11thシングル。オリコン最高（2週連続）2位だったがミリオン寸前の98万枚を記録。初代リーダー中澤裕子参加のラストシングルで、20世紀最後のシングルでもある。
8. Memory 青春の光 (5:05)
作詞：つんく / 作曲：つんく / 編曲：前嶋康明
4thシングル。福田明日香参加ラストシングル。オリコン最高2位。41万枚のヒット。
9. 真夏の光線 [Vacation Mix] (5:07)[4]
作詞：つんく / 作曲：つんく / 編曲：河野伸
5thシングル。福田明日香脱退後初の7人体制でのシングル。オリコン最高3位。23万枚。
10. モーニングコーヒー (4:34)
作詞：つんく / 作曲：つんく / 編曲：桜井鉄太郎
記念すべきメジャーデビューシングル。オリコン最高6位。20万枚。
11. ふるさと (5:18)
作詞：つんく / 作曲：つんく / 編曲：小西貴雄
6thシングル。安倍なつみがメインボーカル。オリコン最高5位。17万枚。
12. Say Yeah!-もっとミラクルナイト- (4:19)
作詞：つんく / 作曲：つんく / 編曲：小西貴雄
新曲。NHKBSデジタルドリームライブのイメージソング[5]。
13. DANCEするのだ! (4:51)
作詞：つんく / 作曲：つんく / 編曲：ダンス☆マン
3rdアルバム3rd -LOVEパラダイス-収録曲。TBS系シドニーオリンピック女子バレー世界最終予選のテーマソング。
14. Never Forget [Large Vocal Mix] (4:35)[4]
作詞：つんく / 作曲：つんく / 編曲：小西貴雄
4thシングルのカップリング曲。本作を最後に卒業した福田明日香がメインボーカルを担当。
15. 愛の種 (4:12)
作詞：サエキけんぞう / 作曲・編曲：桜井鉄太郎
1stシングルのカップリング曲。インディーズ時代に手売り5万枚限定で発売されたシングル。

## 参加メンバー
- 1期：中澤裕子、石黒彩、飯田圭織、安倍なつみ、福田明日香
- 2期：保田圭、矢口真里、市井紗耶香
- 3期：後藤真希
- 4期：石川梨華、吉澤ひとみ、辻希美、加護亜依